# DubVision
DubVision é uma dupla de DJs holandeses de Haia, formada pelos irmãos Victor (nascido em 1989) e Stephan Leicher (nascido em 1981). Eles são contratados pelas gravadoras como Spinnin' Records, Armada Music. A dupla é conhecida por seu estilo único dentro do gênero de música eletrônica, especialmente no progressive house. E por fazer colaborações com o DJ Martin Garrix.

## Biografia
Stephan e Victor foram incentivados pelos pais a aprenderem a tocar um instrumento musical durante a infância, o que os levou a estudar piano aos 7 anos de idade. Eles cresceram em diversos países, o que despertou o interesse por influências musicais de diferentes culturas. Mais tarde, Victor começou a experimentar música eletrônica utilizando diferentes programas de computador. Ao observar o irmão mais novo produzindo, Stephan se interessou pela área, e os dois decidiram formar uma dupla.
Em 2012, DubVision colaborou com o duo Project 46 na faixa "You & I", lançada pela Spinnin' Records. No mesmo ano, fizeram sua estreia pela Axtone Records com a música "Into the Light", em parceria com Sander van Doorn. Em 2014, lançaram "Backlash" pela Spinnin' Records, que se tornou a primeira faixa da dupla a alcançar o topo geral da parada do Beatport. Nesse ano, também se apresentaram pela primeira vez no Tomorrowland, na Bélgica, e lançaram um remix de "Gold Skies", música de Sander van Doorn e Martin Garrix. Ainda em 2014, colaboraram com Feenixpawl na música "Destination", lançada pela Axtone, e finalizaram o ano com o single "Turn It Around", pela Spinnin' Records.
Em 2018, DubVision uniu forças com o duo Firebeatz para formar o supergrupo METAFO4R, que se apresentou pela primeira vez no EDC Las Vegas.
Em julho de 2024, lançaram seu primeiro álbum de estúdio "Another World" que conta com parcerias com Martin Garrix e Afrojack.

## Discografia

### Álbuns de estúdio
| Título        | Detalhes                                                                                       |
| ------------- | ---------------------------------------------------------------------------------------------- |
| Another World | - Lançado: 26 de julho de 2024 - Gravadora: Stmpd Rcrds - Formato: Download digital, streaming |

### Álbuns de compilação
| Título    | Detalhes                                                                                              |
| --------- | --- |
| Anthology | - Lançado: 26 de julho de 2015 - Gravadora: Plusquam Digital - Formato: Download digital, streaming   |
| Belgrado  | - Lançado: 12 de janeiro de 2017 - Gravadora: Plusquam Digital - Formato: Download digital, streaming |

### Extended plays
| Título     | Detalhes                                                                                      |
| ---------- | --------------------------------------------------------------------------------------------- |
| Flickflux  | - Lançado: 5 de julho de 2010 - Gravadora: GRAND Music - Formato: Download digital, streaming |
| Into White | - Lançado: 3 de junho de 2011 - Gravadora: Rococo - Formato: Download digital, CD             |

### Singles

#### Como artista principal
| Título                                                                  | Ano  | Melhor posição nas paradas | Melhor posição nas paradas | Melhor posição nas paradas |
| Título                                                                  | Ano  | NLD                        | BEL                        | US Airplay                 |
| ----------------------------------------------------------------------- | ---- | -------------------------- | -------------------------- | -------------------------- |
| "Tune It On"                                                            | 2011 | —                          | —                          | —                          |
| "All by Myself"                                                         | 2012 | —                          | —                          | —                          |
| "You & I" (com Project 46 featuring Donna Lewis)                        | 2012 | —                          | —                          | —                          |
| "Redux"                                                                 | 2013 | —                          | —                          | —                          |
| "Into the Light" (com Sander van Doorn e Mako e Mariana Bell)           | 2013 | —                          | —                          | —                          |
| "Triton (Dance Valley 2013 Anthem)" (com Sunnery James & Ryan Marciano) | 2013 | —                          | —                          | —                          |
| "Rifler"                                                                | 2013 | —                          | —                          | —                          |
| "Rockin" (com Firebeatz)                                                | 2014 | —                          | —                          | —                          |
| "Hollow"                                                                | 2014 | —                          | —                          | —                          |
| "Backlash" (Martin Garrix Edit)                                         | 2014 | —                          | —                          | —                          |
| "Destination" (com Feenixpawl)                                          | 2014 | —                          | —                          | —                          |
| "Turn It Around"                                                        | 2014 | —                          | —                          | —                          |
| "Broken"                                                                | 2015 | —                          | —                          | —                          |
| "Vertigo" (com Ruby Prophet)                                            | 2015 | —                          | —                          | —                          |
| "Invincible" (com Firebeatz e Ruby Prophet)                             | 2015 | —                          | —                          | —                          |
| "I Found Your Heart" (com Emeni)                                        | 2015 | —                          | —                          | 29                         |
| "Yesterday Is Gone" (com Dash Berlin e Jonny Rose)                      | 2015 | —                          | —                          | —                          |
| "Sweet Harmony"                                                         | 2016 | —                          | —                          | —                          |
| "Million Miles" (com Denny White)                                       | 2016 | —                          | —                          | —                          |
| "Magnum"                                                                | 2016 | —                          | —                          | —                          |
| "Primer"                                                                | 2016 | —                          | —                          | —                          |
| "Under the Stars" (com Justin Oh)                                       | 2016 | —                          | —                          | —                          |
| "Geht's Noch"                                                           | 2017 | —                          | —                          | —                          |
| "Satellites"                                                            | 2017 | —                          | —                          | —                          |
| "Fall Apart"                                                            | 2017 | —                          | —                          | —                          |
| "Something Real" (com Nevve)                                            | 2017 | —                          | —                          | —                          |
| "Paradise"                                                              | 2017 | —                          | —                          | —                          |
| "New Memories" (com Afrojack)                                           | 2017 | 124                        | —                          | —                          |
| "Keep My Light On" (com Raiden)                                         | 2018 | —                          | —                          | —                          |
| "Steal The Moon"                                                        | 2018 | —                          | —                          | —                          |
| "Antares"                                                               | 2018 | —                          | —                          | —                          |
| "Yesterday" (com Raiden)                                                | 2018 | —                          | —                          | —                          |
| "Are You Listening" (com Handed)                                        | 2019 | —                          | —                          | —                          |
| "Enlighten Me" (com Syzz)                                               | 2019 | —                          | —                          | —                          |
| "Rescue Me" (com Vigel e Nino Lucarelli)                                | 2019 | —                          | —                          | —                          |
| "Hope"                                                                  | 2019 | —                          | —                          | —                          |
| "Back to Life" (com Afrojack)                                           | 2019 | —                          | —                          | —                          |
| "Young Money"                                                           | 2019 | —                          | —                          | —                          |
| "Lambo" (com Firebeatz)                                                 | 2019 | —                          | —                          | —                          |
| "One Last Time" (com Alesso)                                            | 2020 | —                          | —                          | 22                         |
| "Into You"                                                              | 2020 | —                          | —                          | —                          |
| "Take My Mind"                                                          | 2020 | —                          | —                          | —                          |
| "Sign"                                                                  | 2020 | —                          | —                          | —                          |
| "Like This"                                                             | 2020 | —                          | —                          | —                          |
| "Melody" (com Micar & Jash e Marmy)                                     | 2020 | —                          | —                          | —                          |
| "Stand By You" (with Pontifexx)                                         | 2020 | —                          | —                          | —                          |
| "I Wanna Be There" (com Anml Kngdm)                                     | 2021 | —                          | —                          | 1                          |
| "I Should Be Loving You" (com Armin van Buuren e You)                   | —    | —                          | —                          |                            |
| "I Don't Wanna Know"                                                    | —    | —                          | —                          |                            |
| "Anywhere with You" (com Afrojack e Lucas & Steve)                      | 71   | —                          | —                          |                            |
| "No More"                                                               | —    | —                          | —                          |                            |
| "Sometimes" (com The Him)                                               | 2022 | —                          | —                          | —                          |
| "Starlight (Keep Me Afloat)" (com Martin Garrix e Shaun Farrugia)       | 2022 | —                          | —                          | 37                         |
| "Oxygen" (com Martin Garrix e Jordan Grace)                             | 2022 | —                          | —                          | —                          |
| "Time After Time" (cover) (com Dash Berlin e Emma Hewitt)               | 2022 | —                          | —                          | —                          |
| "P.R.O.G."                                                              | 2022 | —                          | —                          | —                          |
| "Feel My Love" (com Lucas & Steve e Joe Taylor)                         | 2022 | —                          | —                          | —                          |
| "Electricity" (com Otto Knows e Alex Aris)                              | 2022 | —                          | —                          | —                          |
| "Feels Like Home" (com Afrojack)                                        | 2022 | —                          | —                          | —                          |
| "Stitch You Up" (com Robbie Rosen)                                      | 2022 | —                          | —                          | —                          |
| "Stay A Little Longer" (com Nicky Romero e Phillip Strand)              | 2022 | —                          | —                          | —                          |
| "P.R.O.G.2"                                                             | 2023 | —                          | —                          | —                          |
| "Fine Day"                                                              | 2023 | —                          | —                          | —                          |
| "Take Me To Another World" (com Jem Cooke)                              | 2023 | —                          | —                          | —                          |
| "The Horizon (With You)" (com Nu-La)                                    | 2023 | —                          | —                          | —                          |
| "Out Of The Dark" (com Nu-La)                                           | 2023 | —                          | —                          | —                          |
| "Can You Feel It"                                                       | 2023 | —                          | —                          | —                          |
| Underwater (com Afrojack)                                               | 2024 | —                          | —                          | —                          |
| "Empty" (com Martin Garrix)                                             | 2024 | —                          | —                          | 37                         |
| "Wherever You Are" (com Martin Garrix)                                  | 2024 | —                          | —                          | 40                         |
| "I'll Be There"                                                         | 2024 | —                          | —                          | —                          |
| "—" indica uma gravação que não entrou nas paradas ou não foi lançada.  |      |                            |                            |                            |

#### Como METAFO4R (com Firebeatz)
| Título            | Ano  |
| ----------------- | ---- |
| "Best Part of Me" | 2018 |
| "Rave Machine"    | 2019 |
| "Grollow"         | 2020 |

### Remixes
2010
- C-Jay and Shylock — "Watch Closely" (DubVision Remix)[35]
- Jon Kong — "Elevate" (DubVision Remix)[36]

2011
- Glitter — "Tageskarte" (DubVision Remix)[37]
- Derek Howell — "Stride" (DubVision Remix)[37]
- Hyline and Jaybeetrax — "Disturb" (DubVision Remix)[37]
- Eddie Middle-Line — "Sunset Feel" (DubVision Remix)
- DJ BeCha — "Goodbye" (DubVision Remix)[38]

2012
- Dark Matters (com Jess Morgan) — "The Real You" (DubVision Remix)
- Syke 'n' Sugarstarr and Jay Sebag — "Like That Sound" (DubVision Remix)
- Derek Howell — "Stride" (DubVision Remix)
- Pascal & Pearce (com Juliet Harding) — "Disco Sun" (DubVision Remix)
- Discopolis — "Falling (Committed To Sparkle Motion)" (DubVision Remix)

2013
- Royaal & Venuto — "Summertime" (DubVision Remix)

2014
- Icona Pop — "Just Another Night" (DubVision Remix)
- Dimitri Vegas & Like Mike — "Chattahoochee" (DubVision Remix)
- Foster the People — "Coming of Age" (DubVision Remix)
- Sander van Doorn, Martin Garrix e DVBBS — "Gold Skies" (DubVision Remix)

2015
- Dirty South (com Sam Martin) — "Unbreakable" (DubVision Remix)

2016
- Nervo (com Harrison Miya) — "Bulletproof" (DubVision Remix)
- Kris Menace e Life Like — "Discopolis" (DubVision Remix)
- Fais (com Afrojack) — "Hey" (DubVision Remix)
- The Chainsmokers (com  Charlee) — "Inside Out" (DubVision Remix)
- Axwell & Ingrosso — "Thinking About You" (DubVision Remix)

2017
- Martin Garrix e Dua Lipa — "Scared to Be Lonely" (DubVision Remix)
- Armin van Buuren and Garibay (com Olaf Blackwood) — "I Need You" (DubVision Remix)
- Afrojack e David Guetta (com Ester Dean) — "Another Life" (DubVision Remix)

2018
- Martin Garrix (com Khalid) — "Ocean" (DubVision Remix)

2019
- Syzz and Taku-Hero — "Be My Love" (DubVision Remix)
- Hardwell (com Trevor Guthrie) — "Summer Air" (DubVision Remix)
- Martin Garrix e Bonn — "No Sleep" (Dubvision Remix)

2020
- Afrojack e Ally Brooke — "All Night" (DubVision Remix)
- Tritonal e Brooke Williams — "Someone To Love You" (DubVision Remix)
- Martin Garrix (com John Martin) — "Higher Ground" (DubVision Remix)
- GATTÜSO & Disco Killerz - I'll Be The One (DubVision Remix)

2021
- Andrew Rayel — "Silver Lining" (DubVision Remix)
- Afrojack e David Guetta — "Hero" (DubVision Remix)

2022
- Eir Aoi - "Heart" (DubVision Remix)
- Frank Walker, Two Feet - "Day by Day" (DubVision Remix)
- Martin Garrix & JVKE - "Hero" (DubVision Remix)